# MagicJack
Maillots
Le magicJack est un club franchisé de soccer féminin professionnel américain basé à Boca Raton en Floride. De 2001 à 2010, la franchise était nommée le Freedom de Washington et était localisée dans la banlieue de Washington DC à Germantown, dans le Maryland. Le club fut détenu et dirigé par l'américaine Maureen Hendricks, et l'équipe a été entraînée par Jim Gabarra de 2001 à 2010. À la suite des difficultés financières, Dan Borislow (en), dirigeant de l'entreprise magicJack, rachète la franchise et la renomme du nom de son entreprise.
La franchise a participé au défunt championnat de la Women's United Soccer Association entre 2001 et 2003 puis à celui de la W-League en 2007 et 2008. L'équipe joue désormais le championnat de la Women's Professional Soccer depuis 2009, et ses matchs à domicile sont au FAU Soccer Field en 2011.

## Historique de la franchise

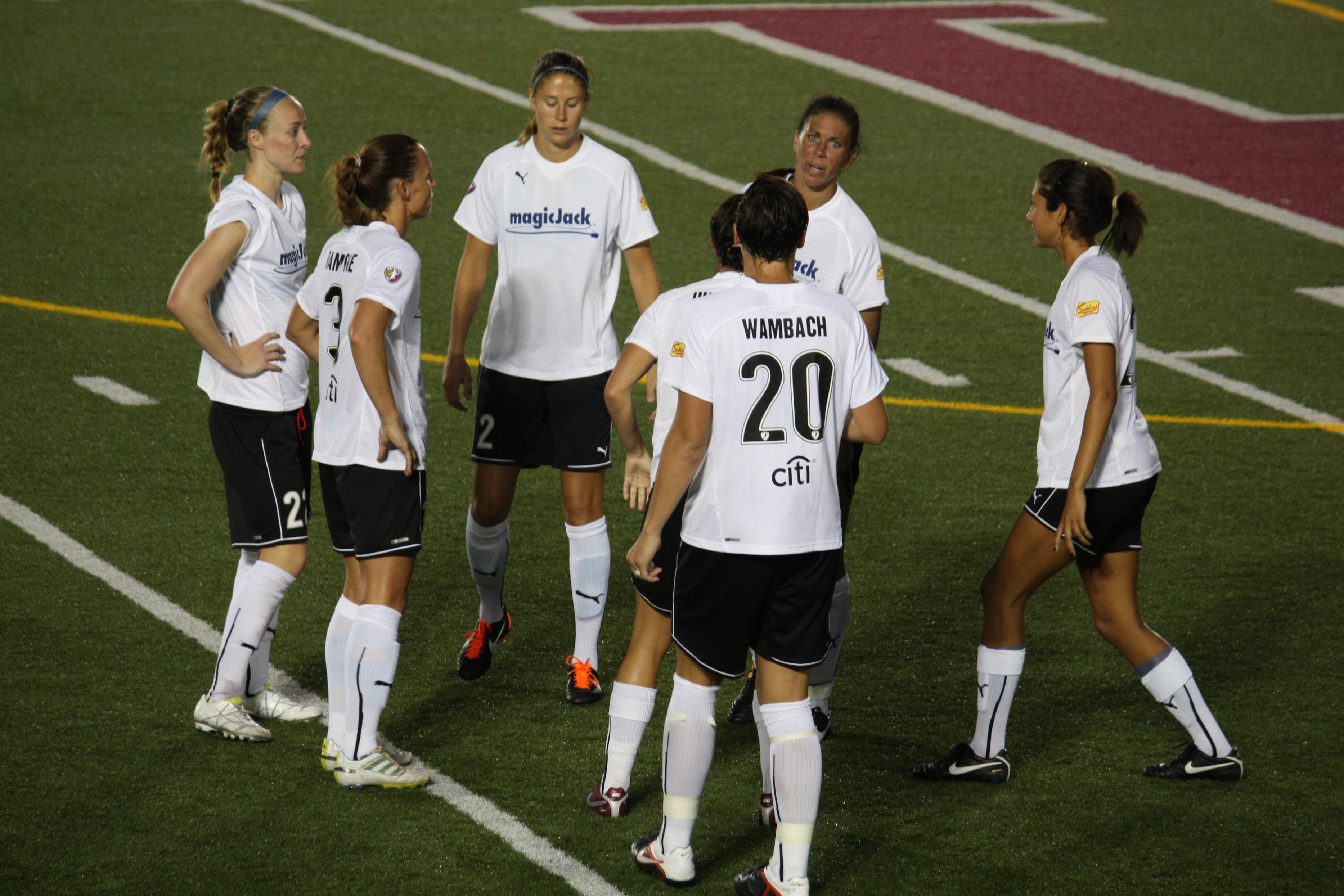
Les joueurs de MagicJack lors de la victoire 2-0 de MagicJack contre les Boston Breakers, le samedi 6 août au Harvard Stadium de Boston

### Washington Freedom (2001-2010)

#### WUSA (2001-2003)
Le Freedom de Washington fut fondé en l'an 2000 par John Hendricks (toujours actuellement présidé par sa femme Maureen) et Jim Gabarra désigné comme entraîneur en 2001, participa au défunt championnat de la Women's United Soccer Association entre 2001 et 2003. Durant cette période, la franchise fut sacrée championne en 2003, battant en finale le Beat d'Atlanta 2 buts à 1 (après prolongations), après avoir été finaliste un an auparavant contre le Courage de la Caroline (défaite 3-2). Malgré la cessation d'activité de la WUSA pour raisons financières le 15 septembre 2003, cette franchise fut la seule à continuer ses activités.

#### Matchs amicaux (2004-2005) et W-League (2006-2008)
Entre 2004 et 2005, l'équipe composée d'une demi-douzaine d'anciennes joueuses de la WUSA et de jeunes joueuses locales, joue des rencontres amicales contre des équipes universitaires et de la W-League. Elle devient membre de ce championnat en 2006, mais se contentera de ce même genre de matchs contre des équipes de la conférence Est, jusqu'en décembre, date où la ville de Washington annonce avoir acquis une franchise pour ce championnat. En 2007, le Freedom bat le Fury d'Ottawa (1-0) en finale de la conférence Est, puis remporte par la suite la finale du championnat de la W-League contre les Silverbacks d'Atlanta 3 buts à 1. En 2008, l'équipe bat de nouveau cette même équipe en finale de la conférence Est (victoire 2-1), mais échoue en demi-finale du championnat W-League contre le futur champion les Blues de Pali (défaite 2-0).

#### WPS (2009-2010)
Avec l'annonce de la formation du nouveau championnat professionnel de la Women's Professional Soccer durant l'année 2007, la franchise de Washington devient par la suite l'une des sept équipes qui l'ont inauguré en 2009. Le 16 septembre 2008, lors du repêchage initial organisé par la WPS, constitué uniquement de joueuses internationales américaines, Ali Krieger, Abby Wambach et Cat Whitehill ont vu leurs droits alloués au club et sont donc les premières à défendre les couleurs du club. La semaine suivante, lors du draft international, l'australienne Lisa De Vanna, les Françaises Sonia Bompastor et Louisa Nécib (qui déclina la proposition) et la japonaise Homare Sawa le rejoignent par la suite.
Le Freedom de Washington joue le premier match de championnat de son histoire le 29 mars 2009 à l'extérieur au Home Depot Center de Carson, en Californie, contre le Sol de Los Angeles, devant 14 832 spectateurs, pour une défaite 2-0. Lors de cette rencontre inaugurale de la saison, Allison Falk ouvrit le score pour les locales à la 7e minute de jeu  sur une passe décisive d'Aya Miyama, Camille Abily aggravant le score à la 88e minute, sur une passe de Marta. Après une lutte à plusieurs pour décrocher la qualification aux play-offs jusqu'à la dernière journée, l'équipe termine troisième de la saison régulière, à 5 points derrière Athletica de Saint-Louis et 3 points devant le Sky Blue FC. La franchise remporte 8 matchs, concède le nul à 5 reprises, mais perd 7 fois sur un total de 20 rencontres, terminant avec 29 points au total. Le 15 août 2009, lors du premier tour des play-offs, Freedom reçoit Sky Blue, quatrième de la saison régulière. Mais les locaux s'inclinent 2 buts à 1, Natasha Kai ouvrant le score pour les visiteuses à la 56e minute sur une passe décisive de Kacey White, Lisa De Vanna égalise 23 minutes plus tard, mais Francielle sur une passe de Yael Averbuch, inscrit le but victorieux à cinq minutes du terme de la rencontre. Pour anecdote, Sky Blue sera même sacré champion de la WPS par la suite.
Après une nouvelle saison régulière plus difficile, l'équipe décroche une nouvelle fois sa qualification pour les séries éliminatoires du championnat de justesse, terminant quatrième à 3 points derrière l'Independence de Philadelphie et 3 points devant Sky Blue, premier non qualifié pour la suite du championnat. Le bilan de la franchise est de 8 victoires, 7 nuls et 9 défaites, avec 31 points au compteur. Le 19 septembre 2010, lors du premier tour des play-offs, Freedom se déplace sur le terrain de l'Independence de Philadelphie, troisième de la saison régulière, au John A. Farrell Stadium à West Chester en Pennsylvanie. La franchise de la capitale s'incline une nouvelle fois à ce stade de la compétition, après un but d'Amy Rodriguez sur une passe décisive de Tina DiMartino à l'ultime minute des prolongations. À l'issue de la saison, et après quasiment une décennie à son poste, l'entraîneur historique du club Jim Gabarra démissionne le 28 septembre 2010.

### magicJack (2011)
Des difficultés financières ont agité le club durant la saison 2010. Ainsi, les propriétaires du club décidèrent de vendre la franchise. Plusieurs franchises de la ligue ayant également des problèmes financiers, la ligue menaça de dissoudre les Freedom. Dan Borislow (en), le patron de l'entreprise magicJack rachète par la suite la franchise, la renomme du nom de son entreprise et la délocalise à Boca Raton en Floride. L'équipe finit troisième de la saison régulière et perd en demi-finale du championnat contre l'Independence de Philadelphie. C'est actuellement le dernier match de la franchise puisque le 25 octobre, la WPS décide d'arrêter la franchise en accusant le propriétaire de l'équipe Dan Borislow de « manque de professionnalisme et dénigrement des joueuses » et pour avoir terni l'image de la ligue, .

## Palmarès et statistiques

### Palmarès
- Women's United Soccer Association :
  - Champion (1) : 2003
  - Finaliste (1) : 2002
- W-League :
  - Champion (1) : 2007

### Bilan saison par saison
| Année | Division | Championnat  | Saison régulière       | Playoffs                         |
| ----- | -------- | ------------ | ---------------------- | -------------------------------- |
| 2001  | 1        | WUSA         | 7e                     | Non qualifié                     |
| 2002  | 1        | WUSA         | 3e                     | Finale (2e place)                |
| 2003  | 1        | WUSA         | 4e                     | Champion                         |
| 2007  | 1        | USL W-League | 1er, Division Nord-Est | Champion                         |
| 2008  | 1        | USL W-League | 1er, Division Nord-Est | Demi-finale nationale (3e place) |
| 2009  | 1        | WPS          | 3e                     | Premier tour (4e place)          |
| 2010  | 1        | WPS          | 4e                     | Premier tour (4e place)          |
| 2011  | 1        | WPS          | 3e                     | Demi-finale (3e place)           |

### Bilan général de la franchise
| Bilan en championnat depuis la saison 2001 | Bilan en championnat depuis la saison 2001 | Bilan en championnat depuis la saison 2001 | Bilan en championnat depuis la saison 2001 | Bilan en championnat depuis la saison 2001 | Bilan en championnat depuis la saison 2001 | Bilan en championnat depuis la saison 2001 | Bilan en championnat depuis la saison 2001 | Bilan en championnat depuis la saison 2001 | Bilan en championnat depuis la saison 2001 |
| ------------------------------------------ | ------------------------------------------ | ------------------------------------------ | ------------------------------------------ | ------------------------------------------ | ------------------------------------------ | ------------------------------------------ | ------------------------------------------ | ------------------------------------------ | ------------------------------------------ |
| Années et championnat                      | Saisons                                    | Titres                                     | M.J.                                       | Vic.                                       | Nuls                                       | Déf.                                       | B.P.                                       | B.C.                                       | Diff                                       |
| (2001-2003) WUSA                           | 3                                          | 1                                          | 67                                         | 28                                         | 13                                         | 26                                         | 111                                        | 99                                         | +12                                        |
| (2007-2008) W-League                       | 2                                          | 1                                          | 36                                         | 30                                         | 3                                          | 3                                          | 103                                        | 27                                         | +76                                        |
| (2009-2011) WPS                            | 3                                          | 0                                          | 66                                         | 26                                         | 14                                         | 26                                         | 98                                         | 100                                        | -2                                         |
| Bilan                                      | 8                                          | 2                                          | 169                                        | 84                                         | 30                                         | 55                                         | 312                                        | 126                                        | +86                                        |

## Image et identité

### Logo et couleurs historiques
| Maillot domicile |

| Maillot extérieur |

Logo de 2008 à 2010

## Personnalités historiques de la franchise

### Entraîneurs
- Jim Gabarra (2001-2010)
- Mike Lyons 2011-

### Présidents
- Maureen Hendricks (2001-2010)
- Dan Borislow (en) 2011-

### Joueuses emblématiques
| - Bai Jie (2001–2002) - Kylie Bivens (2005) - Sonia Bompastor (2009–2010) - Brandi Chastain (2005) - Amanda Cromwell (2001) - Joy Fawcett (2004) - Julie Foudy (2004) - Michelle French (2001) - Kelly Golebiowski (2003–2008) - Jennifer Grubb (2001–2006) - Mia Hamm (2001–2003, 2007) - Angela Hucles (2004) - Emily Janss (2005–2009) - Steffi Jones (2002–2003) - Lori Lindsey (2003–2009) - Joanna Lohman (2005–2006, 2009) - Anne Mäkinen (2001–2002) | - Lene Mykjåland (2010) - Ella Masar (2008) - Jennifer Meier (2003) - Sandra Minnert (2003) - Heather Mitts (2004) - Shannon MacMillan (2004) - Siri Mullinix (2001–2003) - Pretinha (2001) - Pu Wei (2002) - Tiffany Roberts (2005–2006) - Roseli (2001) - Briana Scurry (2009–2010) - Tiffany Weimer (2006) - Sun Wen (2005) - Cat Whitehill (2009–2010) - Nicci Wright (2003–2006, 2009) |

### Hall of Fame
En 2009, la franchise créée son Hall of Fame qui récompense les anciennes joueuses et membres du personnel en raison de leurs performances et/ou de leurs services rendus à la franchise. 
Les membres actuels sont :
| Nom            | Poste                   | Date de présence | Date d'intronisation |
| -------------- | ----------------------- | ---------------- | -------------------- |
| Mia Hamm       | Attaquante              | 2001–2003        | 3 mai 2009           |
| Siri Mullinix  | Gardienne               | 2001–2003        | 3 mai 2009           |
| David Vanole   | Entraîneur des gardiens | 2001–2003        | 5 juillet 2009       |
| Steffi Jones   | Milieu                  | 2002–2003        | 5 juillet 2009       |
| Jennifer Grubb | Défenseur               | 2001–2006        | 24 juillet 2010      |